# تیم ملی فوتسال ویتنام
تیم ملی فوتسال ویتنام نماینده ویتنام در مسابقات بین‌المللی فوتسال و یکی از تیم‌های فوتسال آسیایی است.
براساس رده‌بندی فیفا تیم فوتسال ویتنام جایگاه ۴۴ را در بین تیم‌های ملی فوتسال جهان دارد.